# 大分県指定文化財一覧
大分県指定文化財一覧（おおいたけんしていぶんかざいいちらん）は、大分県指定の文化財や史跡等を一覧形式でまとめたものである。ただし、全件を網羅したものではない。

## 有形文化財
全470件

### 建造物
- 耶馬渓橋〔中津市〕
- 羅漢寺橋〔中津市〕
- 宇佐神宮北辰神社・高倉・西大門・南中楼門・呉橋・八幡鳥居〔宇佐市〕
- 真宗大谷派四日市別院山門〔宇佐市〕
- 御沓橋〔宇佐市〕
- 鳥居橋〔宇佐市〕
- とくしん橋〔宇佐市〕
- 潮観橋 附 潮観橋序碑・石燈籠〔豊後高田市〕
- 若宮八幡神社本殿 附棟札1枚・申殿・唐門 附御門神社・西門、若宮八幡神社石橋〔豊後高田市〕
- 早吸日女神社本殿・総門・社家〔大分市〕
- 万年橋（西寒多神社）〔大分市〕
- 別府タワー〔別府市〕
- オダニの車橋〔由布市〕
- 末廣神社本殿（神殿）及び覆屋 附 棟札二枚・栖鳳楼〔玖珠町〕
- 草野家住宅〔日田市〕
- 臼杵市竜原寺三重塔〔臼杵市〕
- 八坂神社本殿〔臼杵市〕
- 明治橋〔臼杵市〕
- 岩戸橋〔竹田市〕

### 絵画
- 池大雅筆障屏書画（自性寺蔵）〔中津市〕
- 柞原八幡宮絵図〔大分市〕
- 紙本墨書不死吟田能村竹田筆〔竹田市〕
- 絹本著色伊藤鏡河像田能村竹田筆〔竹田市〕

### 彫刻
- 木造阿弥陀如来坐像など（富貴寺蔵）〔豊後高田市〕
- 木造薬師如来坐像及び十二神将など（無動寺蔵）〔豊後高田市〕
- 木造釈迦如来坐像など（天念寺蔵）〔豊後高田市〕
- 木造大応国師坐像（円福寺蔵）〔豊後高田市〕
- 木造仁王像（阿形）（真木大堂蔵）〔豊後高田市〕
- 画像石〔豊後高田市〕
- 木造不動明王坐像（応暦寺蔵）〔豊後高田市〕
- 岩戸寺石造金剛力士立像〔国東市〕
- 両子寺木造阿弥陀如来坐像〔国東市〕
- 文殊仙寺石造仁王像〔国東市〕
- 安国寺木造地蔵菩薩立像〔国東市〕
- 千燈寺跡石造仁王像〔国東市〕
- 木造不動明王立像など（柞原八幡宮蔵）〔大分市〕
- 木造釈迦如来坐像（長興寺蔵）〔大分市〕

### 工芸品
- 木造舞楽面（宇佐神宮蔵）〔宇佐市〕
- 太刀（豊後国行平作）〔大分市〕
- 長剣 細川家家臣 河喜多五郎左衛門正重奉納 大和守藤原宜貞 元和六年十二月 宇佐神宮所蔵（大分県文化財）
- 短剣 細川忠興奉納 大和守藤原宜貞 寛永三年三月 宇佐神宮所蔵（大分県文化財）
- 刀 九州筑前住源信国作右衛門尉吉貞 寛文拾二年八月吉日」（一六七二）宇佐神宮所蔵（大分県文化財）

### 古文書・考古資料
- 八幡宇佐宮御託宣集〔宇佐市・杵築市・大分市〕
- 豊後国諸検地帳〔大分市〕

### 歴史資料
- 島原藩領田染組村絵図〔豊後高田市〕

### その他
- 宇佐参宮線26号蒸気機関車〔宇佐市〕

## 無形文化財
全2件
- 山内流泳法〔臼杵市〕
- 宇佐神宮御神能〔宇佐市〕

## 民俗文化財

### 有形民俗文化財
全13件
- 切支丹柄鏡〔佐伯市〕
- 千燈寺修正鬼会面〔国東市〕
- 道園庚申塔〔豊後高田市〕

### 無形民俗文化財
全50件
- 北原人形芝居〔中津市〕
- 中津祇園〔中津市〕
- 蛎瀬神楽〔中津市〕
- 奈多宮の御田植祭〔杵築市〕
- 杵築若宮八幡社の御田植祭〔杵築市〕
- 鵜飼〔日田市〕
- 大原八幡宮御田植祭〔日田市〕
- 臼杵祇園まつり〔臼杵市〕
- 早吸日女神社八人太鼓 附獅子舞〔佐伯市〕

## 記念物

### 史跡
全105件
| - 青の洞門〔中津市〕 - 植野貝塚〔中津市〕 - 三角池と薦神社〔中津市〕 - 棒垣遺跡〔中津市〕 - 川平間歩の跡〔中津市〕 - 枌洞穴〔中津市〕 - 中津城おかこい山〔中津市〕 - 相原山首遺跡〔中津市〕 - 長岩城跡〔中津市〕 - 相原廃寺跡 付塔心礎〔中津市〕 - 中津城跡〔中津市〕 - 虚空蔵寺塔跡〔宇佐市〕 - 楢本磨崖仏〔宇佐市〕 - 凶首塚古墳〔宇佐市〕 - 蛭子ヶ原古墳〔宇佐市〕 - 高倉古墳〔宇佐市〕 - 久々姥古墳〔宇佐市〕 - 貴船平下の裏山横穴群〔宇佐市〕 - 京徳遺跡〔宇佐市〕 - 古稲荷古墳〔宇佐市〕 - 下市磨崖仏〔宇佐市〕 - 上原遺跡〔宇佐市〕 - 樋尻道遺跡〔宇佐市〕 - 野口遺跡〔宇佐市〕 - 光岡城跡〔宇佐市〕 - 虚空蔵寺1号瓦窯跡〔宇佐市〕 - 切寄瓦窯跡〔宇佐市〕 - 妙楽寺経塚〔宇佐市〕 - 線彫板碑〔豊後高田市〕 - 福真磨崖仏 附 堂ノ迫磨崖仏〔豊後高田市〕 - 穴瀬横穴群〔豊後高田市〕 - 入津原山古墳〔豊後高田市〕 - 猫石丸山古墳〔豊後高田市〕 - 金剛山長安寺〔豊後高田市〕 - 真玉氏居館跡〔豊後高田市〕 - 六郷山夷岩屋の寺社境内〔豊後高田市〕 | - カワラガマ遺跡〔豊後高田市〕 - 長岩屋山天念寺〔豊後高田市〕 - 足曳山両子寺〔国東市〕 - 石立山岩戸寺〔国東市〕 - 峨眉山文殊仙寺〔国東市〕 - 地下式土壙〔国東市〕 - 狐塚古墳〔国東市〕 - 塚山古墳〔国東市〕 - 千燈石仏〔国東市〕 - 浜崎祖形五輪塔群〔国東市〕 - 竹田津元宮遺跡 附 鬼籠列石〔国東市〕 - 千燈寺跡〔国東市〕 - 泉福寺境内〔国東市〕 - 七双子古墳〔杵築市〕 - 財前家墓地〔杵築市〕 - 田原家墓地〔杵築市〕 - 帆足万里墓〔日出町〕 - 致道館〔日出町〕 - 竈門氏墓地古塔群〔別府市〕 - 府内城跡〔大分市〕 - 岩屋寺石仏〔大分市〕 - 丑殿古墳〔大分市〕 - 脇蘭室墓〔大分市〕 - 曲石仏 附 双塔（五輪塔）磨崖連碑〔大分市〕 - 楠木生石造五重塔〔大分市〕 - 口戸磨崖仏 附 磨崖五輪双塔〔大分市〕 - 毛利空桑旧宅及び塾跡〔大分市〕 - 参勤交代道路〔大分市〕 - 蓬来山古墳〔大分市〕 - 毛利空桑墓〔大分市〕 - 小牧山古墳群〔大分市〕 - 由布院キリシタン墓群〔由布市〕 - 宝塔及び五輪塔群〔由布市〕 | - 挾間氏五輪塔群〔由布市〕 - 鬼塚古墳〔玖珠町〕 - 鬼ヶ城古墳〔玖珠町〕 - 瑞巌寺磨崖仏〔九重町〕 - 朝日天神山古墳〔日田市〕 - 川原隧道と石畳〔日田市〕 - 石坂石畳道〔日田市〕 - 城山古墳〔日田市〕 - 薬師堂山古墳〔日田市〕 - 吹上遺跡〔日田市〕 - 臼杵城跡〔臼杵市〕 - 臼塚古墳〔臼杵市〕 - 掻懐キリシタン墓〔臼杵市〕 - 久木小野マンダラ石〔臼杵市〕 - 月桂寺境内〔臼杵市〕 - 下藤地区キリシタン墓地〔臼杵市〕 - 普光寺磨崖仏〔豊後大野市〕 - 五輪塔群〔豊後大野市〕 - 道ノ上古墳〔豊後大野市〕 - 大塚古墳〔豊後大野市〕 - 重政古墳〔豊後大野市〕 - 坊ノ原古墳〔豊後大野市〕 - 立野古墳〔豊後大野市〕 - 秋葉鬼塚古墳〔豊後大野市〕 - 蝙蝠滝舟路跡〔豊後大野市〕 - 竜ヶ鼻古墳〔豊後大野市〕 - 井上主水左衛門並古・並増墓所〔豊後大野市〕 - 原のキリシタン墓碑〔竹田市〕 - キリシタン洞窟礼拝堂〔竹田市〕 - 長湯線彫磨崖仏〔竹田市〕 - 野鹿洞穴〔竹田市〕 - 西光寺境内〔竹田市〕 - 重岡キリシタン墓〔佐伯市〕 - 磨崖石塔〔佐伯市〕 - 白潟遺跡〔佐伯市〕 |

### 名勝
全6件
- 伝来寺庭園〔日田市〕
- 妙経寺庭園〔杵築市〕
- 由布川峡谷〔由布市・別府市〕
- 九酔渓〔九重町〕
- 納池公園〔竹田市〕
- 藤河内渓谷〔佐伯市〕

### 天然記念物
全77件
- 長崎鼻の海蝕洞穴〔豊後高田市〕
- 姫島の藍鉄鉱〔姫島村〕
- 鶴見の坊主地獄〔別府市〕
- 高島のウミネコ営巣地〔大分市〕
- 高島のビロウ自生地〔大分市〕
- 佐伯城山のオオイタサンショウウオ〔佐伯市〕
- 狩生新鍾乳洞〔佐伯市〕

## 選択無形民俗文化財
国の選択無形民俗文化財と、県の選択無形民俗文化財があり、一部重複しているため、双方を記載する。

### 国選択
全14件
- 正月行事〔県内〕
- 傀儡子の舞及び相撲〔中津市〕
- 吉弘楽〔国東市〕
- 国東の修正鬼会の芸能〔国東市〕
- 長岩屋の修正鬼会の芸能〔豊後高田市〕
- 古要神社の傀儡子〔中津市〕
- 豊後の水車習俗〔県内〕
- 国東のとうや行事〔杵築市〕
- 鶴崎踊〔大分市〕
- 大分の鰻絵習俗〔県内〕
- 大原八幡宮の米占い行事〔日田市〕
- 岩倉社のケベス祭〔国東市〕
- 姫島の盆踊〔姫島村〕
- 長洲の初盆行事〔宇佐市〕

### 県選択
全23件
- 賀来神社卯酉の神事〔大分市〕
- 宮処野神社の神保会行事〔竹田市〕
- 奈多宮の御田植祭〔杵築市〕
- 杵築若宮八幡社の御田植祭〔杵築市〕
- 諸田山神社の御田植祭〔国東市〕
- 中津祇園会〔中津市〕
- 柴山八幡社のひょうたん祭〔豊後大野市〕
- 白鬚神社のどぶろく祭〔杵築市〕
- 宇佐神宮の御田植祭〔宇佐市〕
- 宇佐神宮の放生会〔宇佐市〕
- 別宮社神舞行事〔国東市〕
- 宇佐神宮鎮疫祭〔宇佐市〕
- 老松様の餅搗祭〔日田市〕
- 老松様の的ぼかし祭〔日田市〕
- 緒方町の千盆搗〔豊後大野市〕
- 岩倉社のケベス祭〔国東市〕
- 出原の柱松〔杵築市〕
- ホーランエンヤ〔豊後高田市〕
- 鶴崎おどり〔大分市〕
- 伊美別宮社やぶさめ〔国東市〕
- 草地おどり〔豊後高田市〕
- 堅田踊り〔佐伯市〕
- 正調山路踊り〔玖珠町〕